# 消えてしまいそうです
「消えてしまいそうです」（きえてしまいそうです）は、日本の音楽ユニットずっと真夜中でいいのに。の楽曲。2022年9月8日にEMI Recordsより、各種音楽配信サービスにてリリースされた。

## 概要
前作『ミラーチューン』以来約4か月ぶりのリリースとなった。
本楽曲は、スタジオコロリドによるアニメーション映画「雨を告げる漂流団地」の主題歌となっており、本楽曲と同映画の挿入歌「夏枯れ」が収録されたレコード盤が、『消えてしまいそうです』[12inch Analog Single]重量盤として「UNIVERSAL MUSIC STORE」と「ZUTOMAYO MART」でそれぞれ1000枚ずつ、計2000枚限定で抽選販売された。

## 収録内容
| #         | タイトル                 | 作詞・作曲 | 編曲            | 時間 |
| --------- | ------------------------ | ---------- | --------------- | ---- |
| 1.        | 「消えてしまいそうです」 | ACAね      | 100回嘔吐、ZTMY | 4:17 |
| 合計時間: | 合計時間:                | 合計時間:  | 合計時間:       | 4:17 |

## ミュージックビデオ
消えてしまいそうです
アニメーション：STUDIO COLORIDO / ディレクター：Hiroyasu Ishida / エディター：Ryota Kinami / アシスタントエディター：Aozora Maeda
2022年9月8日の20時に、音楽配信開始と同時にYouTube上に公開された。

## 参加ミュージシャン
- Drums -  Jumpei Kamiya
- Bass - Ryosuke Nikamoto
- Piano - Yuki Kishida
- Guitar - Yuya Komoguchi
- Trumpet - Tatsuhiko Yoshizawa
- Trombone - Nobuhide Handa
- Rec & Mix Engineer - Toru Matake
- Mastering Engineer - Takeo Kira
- Sound Direction - Kohei Matsumoto